# Soratobu kōhōshitsu
Soratobu kōhōshitsu (jap. 空飛ぶ広報室) – japońska powieść napisana przez Hiro Arikawe. Akcja rozgrywa się w Biurze Spraw Publicznych Japońskich Powietrznych Sił Samoobrony, historia podąża za głównym bohaterem Daisuke Soraim, który traci licencję pilota w nieprzewidzianym wypadku i zostaje przeniesiony do Biura Spraw Publicznych, gdzie rozwija się jako oficer ds. publicznych otoczony doświadczonym personelem wyższego szczebla.
Pierwotnie książka miała ukazać się latem 2011 roku, ale autorka zdecydowała się odłożyć publikację z powodu wielkiego trzęsienia ziemi we wschodniej Japonii, które miało miejsce 11 marca tego samego roku. Nowa opowieść o bazie Japońskich Powietrznych Sił Samoobrony w Matsushimie i jej reakcji na katastrofę została napisana jako ostatni rozdział Tamtego dnia w Matsushimie (あの日の松島) i opublikowana 27 lipca 2012 roku.
W grudniu 2012 roku książka zdobyła pierwsze miejsce w kategorii rankingu powieści magazynu Da Vinci „Book of the Year 2012”, a w kolejnym roku została zakwalifikowana do 148. edycji Naoki Sanjugo Prize.
W 2013 roku powstała drama oparta na powieści.

## Nagrody i nominacje
| Rok  | Nagroda                          | Kategoria        | Rezultat   | Przy. |
| ---- | -------------------------------- | ---------------- | ---------- | ----- |
| 2012 | Da Vinci „Book of the Year 2012” | Ranking powieści | 1. miejsce | [ 3 ] |

## Drama
Marzenia w chmurach (jap. 空飛ぶ広報室 Soratobu kōhōshitsu) – japoński dramat był emitowany w każdą niedzielę od 14 kwietnia do 23 czerwca 2013 roku na kanale TBS. Drama jest oparta na japońskiej powieści autorstwa Hiro Arikawy. W rolach głównych wystąpili Yui Aragaki i Go Ayano. 1 lipca 2024 roku drama pojawiła się w serwisie Netflix.

### Zarys fabuły
Reporterka Teito TV, Rika Inaba, przygotowuje specjalny materiał o pracach mundurowych i otrzymuje polecenie relacjonowania wydarzeń JASDF (Japońskich Powietrznych Sił Samoobrony) pod nadzorem Daisuke Soraia, byłego pilota myśliwca w zespole akrobacyjnym Powietrznych Sił Samoobrony „Blue Impulse”, a obecnie oficera ds. publicznych w Biurze Spraw Publicznych Japońskich Powietrznych Sił Samoobrony.

### Fabuła
Dziecięcym marzeniem Riki Inaby było zostać reporterką wiadomości, zamiast tego jest reżyserem informacyjnego programu telewizyjnego. Przez pewien czas była reporterką, ale jej kariera zatrzymała się, gdy jej ambitne nawyki zbierania wiadomości doprowadziły do zbyt wielu problemów. Daisuke Sorai jest byłym pilotem myśliwca, który miał spełnić swoje marzenie o zostaniu pilotem w eskadrze „Blue Impulse”. Niestety, uległ wypadkowi i został przeniesiony do Biura Spraw Publicznych Japońskich Powietrznych Sił Samoobrony.

### Produkcja
Był to pierwszy serial dramatyczny nakręcony przy pełnej współpracy z Japońskimi Powietrznymi Siłami Samoobrony. W oryginalnej historii bohaterem jest lotnik 2 klasy Daisuke Sorai z Biura Sztabu Powietrznego, ale w dramie zmieniono go na Rikę Inabę, reżyserkę programu informacyjnego Teito TV.

### Obsada

#### Główna
- Yui Aragaki jako Rika Inaba
- Go Ayano jako Daisuke Sorai

#### W pozostałych rolach
- Kyōhei Shibata jako Shoji Sagizaka
- Miki Mizuno jako Noriko Yunoki
- Tsutomu Takahashi jako Hiromi Maki
- Jun Kaname jako Kazunori Katayama
- Tsuyoshi Muro jako Tetsuhiro Higa
- Katsuhisa Namase jako Tsumori Aku
- Ren Kiriyama jako Toshiki Fujieda
- Ai Okawa jako Tamaki Sato
- Kiyohiko Shibukawa jako Hajime Sakate
- Tomoya Maeno jako Yuichi Otsu
- Mana Mikura jako Tomomi Kouzuka
- Joji Abe jako Keisuke Minenaga
- Hiroyuki Ikeuchi jako Katsuhiko Murase
- Kenta Kiritani jako Takashi Kiritani

### Oglądalność
| Odc. | Data emisji | Reżyseria        | Średnia oglądalność |
| --- | ----------- | ---------------- | ------------------- |
| 1 | 14 kwietnia | Nobuhiro Doi     | 14,0%               |
| 2 | 21 kwietnia | Nobuhiro Doi     | 13,5%               |
| 3 | 28 kwietnia | Daisuke Yamamuro | 11,6%               |
| 4 | 5 maja      | Daisuke Yamamuro | 11,1%               |
| 5 | 12 maja     | Nobuhiro Doi     | 10,6%               |
| 6 | 19 maja     | Ryosuke Fukuda   | 13,4%               |
| 7 | 26 maja     | Daisuke Yamamuro | 12,1%               |
| 8 | 2 czerwca   | Nobuhiro Doi     | 12,1%               |
| 9 | 9 czerwca   | Ryosuke Fukuda   | 12,5%               |
| 10 | 16 czerwca  | Daisuke Yamamuro | 11,7%               |
| 11 | 23 czerwca  | Nobuhiro Doi     | 15,3%               |
| - Średnia ocena widzów 12,6%(Oceny dotyczą regionu Kantō, według Video Research) - W powyższej tabeli, niebieskie liczby oznaczają najniższe oceny, a czerwone najwyższe |             |                  |                     |